# Kurtis Roberts
Kurtis Roberts (Turlock, 17 de noviembre de 1978) es un piloto de motociclismo estadounidense. Es el hijo menor del tres veces  Campeón del mundo de 500cc Kenny Roberts, y el hermano menor del también campeón, Kenny Roberts, Jr.. Ha competido en la mayoría de los principales campeonatos de carreras de motos de Estados Unidos internacionales, en las categorías del Campeonato del Mundo de Motociclismo y de Superbikes.

## AMA
En 1998, Kurtis fichó a Erion Honda. Tenía 20 años pero ya tenía experiencia en este nivel. Acabó segundo en la categoría de 250cc de la AMA ese año. Paralelamente, también participó en algunas carreras de Supersport de 600cc. En 1999 y 2000 ganó la serie AMA Formula Xtreme, agregando el Supersport de 600cc en 2000. La temporada siguiente, fichó por el prestigioso equipo estadounidense Honda y consiguió sus primeros 3 podios en el AMA Superbike Championship. Después de perderse gran parte de 2002 debido a una lesión, volvería 2003 como tercero en la general. En 2005 fue un regreso desastroso a Erion, a pesar de la segunda posición en la Daytona 200.

## Competición internacional
En 1997 Kurtis participó en el Campeonato Mundial de 250cc. En 2004 se unió al equipo de su padre Protón MotoGP, pero no fue competitivo, anotando solo un punto todo el año. En 2006 participó en algunas carreras del Campeonato del Mundo de Superbikes para el equipo Pedercini Ducati.
Después de intentar formar un equipo de AMA con el excampeón Doug Chandler
, reanudó sus vínculos con el equipo de MotoGP de su padre para 2007, reemplazando a su hermano cuando Kenny Roberts, Jr. decidió que la moto no era lo suficientemente competitiva. Tomó puntos menores en tres carreras sucesivas.

## Resultados de carrera

### Campeonato del Mundo de Motociclismo

#### Carreras por año
(Carreras en negrita indica pole position, carreras en cursiva Vuelta rápida)
| Año  | Clase  | Equipo    | Moto    | 1       | 2       | 3       | 4       | 5       | 6      | 7       | 8       | 9       | 10      | 11     | 12     | 13      | 14      | 15      | 16      | 17      | Pts. | Pos. |
| ---- | ------ | --------- | ------- | ------- | ------- | ------- | ------- | ------- | ------ | ------- | ------- | ------- | ------- | ------ | ------ | ------- | ------- | ------- | ------- | ------- | ---- | ---- |
| 1997 | 250cc  | Aprilia   | MAL Ret | JPN Ret | SPA Ret | ITA Ret | AUT 18  | FRA -   | NED -  | IMO -   |         |         |         |        |        |         |         |         |         |         | NC   | 0    |
| 1997 | 250cc  | Honda     |         |         |         |         |         |         |        |         | GER 22  | BRA 18  | GBR 18  | CZE 18 | CAT 19 | INA Ret | AUS -   |         |         |         | NC   | 0    |
| 2001 | 500cc  | Proton KR | JPN -   | RSA -   | SPA -   | FRA -   | ITA -   | CAT -   | NED -  | GBR -   | GER -   | CZE -   | POR -   | VAL -  | PAC -  | AUS -   | MAL Ret | BRA -   |         |         | NC   | 0    |
| 2004 | MotoGP | Proton KR | RSA WD  | SPA Ret | FRA 15  | ITA Ret | CAT Ret | NED Ret | BRA 19 | GER Ret | GBR Ret | CZE DNS | POR -   | JPN -  | QAT -  | MAL -   | AUS -   | VAL DNS |         |         | 29th | 1    |
| 2005 | MotoGP | Proton KR | SPA -   | POR -   | CHN -   | FRA -   | ITA -   | CAT -   | NED -  | USA -   | GBR -   | GER -   | CZE -   | JPN -  | MAL -  | QAT -   | AUS -   | TUR -   | VAL Ret |         | NC   | 0    |
| 2007 | MotoGP | KR212V -  | QAT -   | SPA -   | TUR -   | CHN -   | FRA -   | ITA Ret | CAT 18 | GBR 13  | NED 15  | GER 12  | USA Ret | CZE 15 | RSM 15 | POR Ret | JPN Ret | AUS 17  | MAL 20  | VAL Ret | 19th | 10   |